# خدمة الإطعام
خدمة الإطعام تشمل الأعمال التجارية والمؤسسات والشركات التي تُعدُّ وجبات الطعام خارج المنزل. ويشمل المطاعم ومحلات البقالة ومقاصف المدارس والمستشفيات وعمليات التموين والعديد من الأشكال الأخرى.